# Tscharyschskoje (Tscharyschski)
Tscharyschskoje (russisch Чары́шское) ist ein Dorf (selo) in der Region Altai (Russland) mit 3217 Einwohnern (Stand 14. Oktober 2010).

## Geographie
Der Ort liegt knapp 220 km Luftlinie südlich des Regionsverwaltungszentrums Barnaul in dem Teil der Region, der vom Baschtschelakski-Kamm aus anderen den nördlichen Ausläufern des namensgebenden Altai eingenommen wird. Das Gebirge besitzt in der näheren Umgebung von Tscharyschskoje Mittelgebirgscharakter mit Höhen bis knapp 1200 m; der über 2000 m hohe Baschtschelakski-Kamm verläuft etwa 30 km östlich, die ebenso hohen Tigirezki-Kamm und Korgonski-Kamm, die auch die Grenze zu Kasachstan markieren, erstrecken sich in west-östlicher Richtung etwa 50 km südlich. Tscharyschskoje befindet sich am rechten Ufer des namensgebenden Ob-Nebenflusses Tscharysch.
Das Dorf ist Verwaltungssitz des Rajons Tscharyschski sowie Sitz und einzige Ortschaft der Landgemeinde Tscharyschski selsowet.

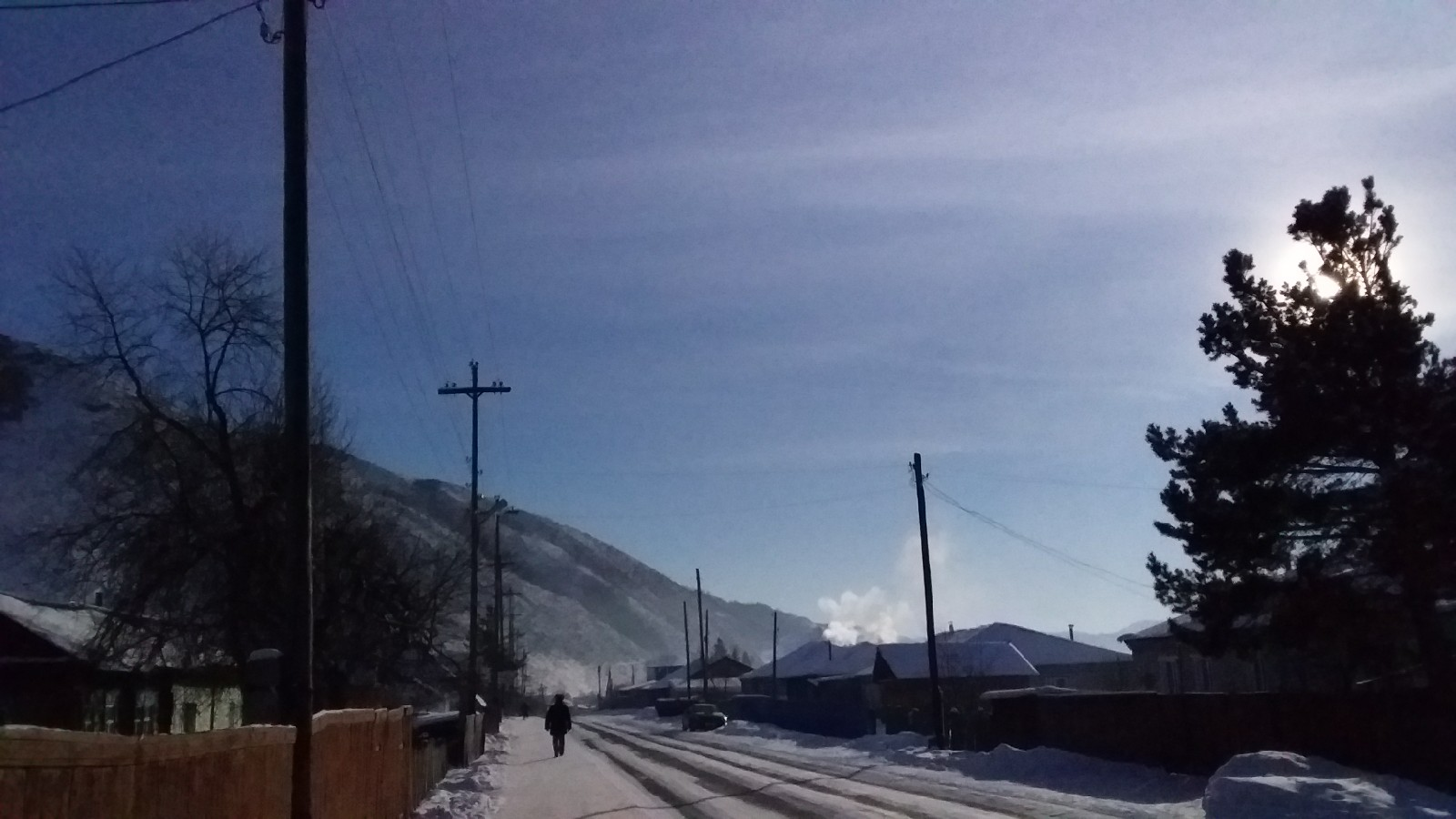
Hauptstraße im Winter
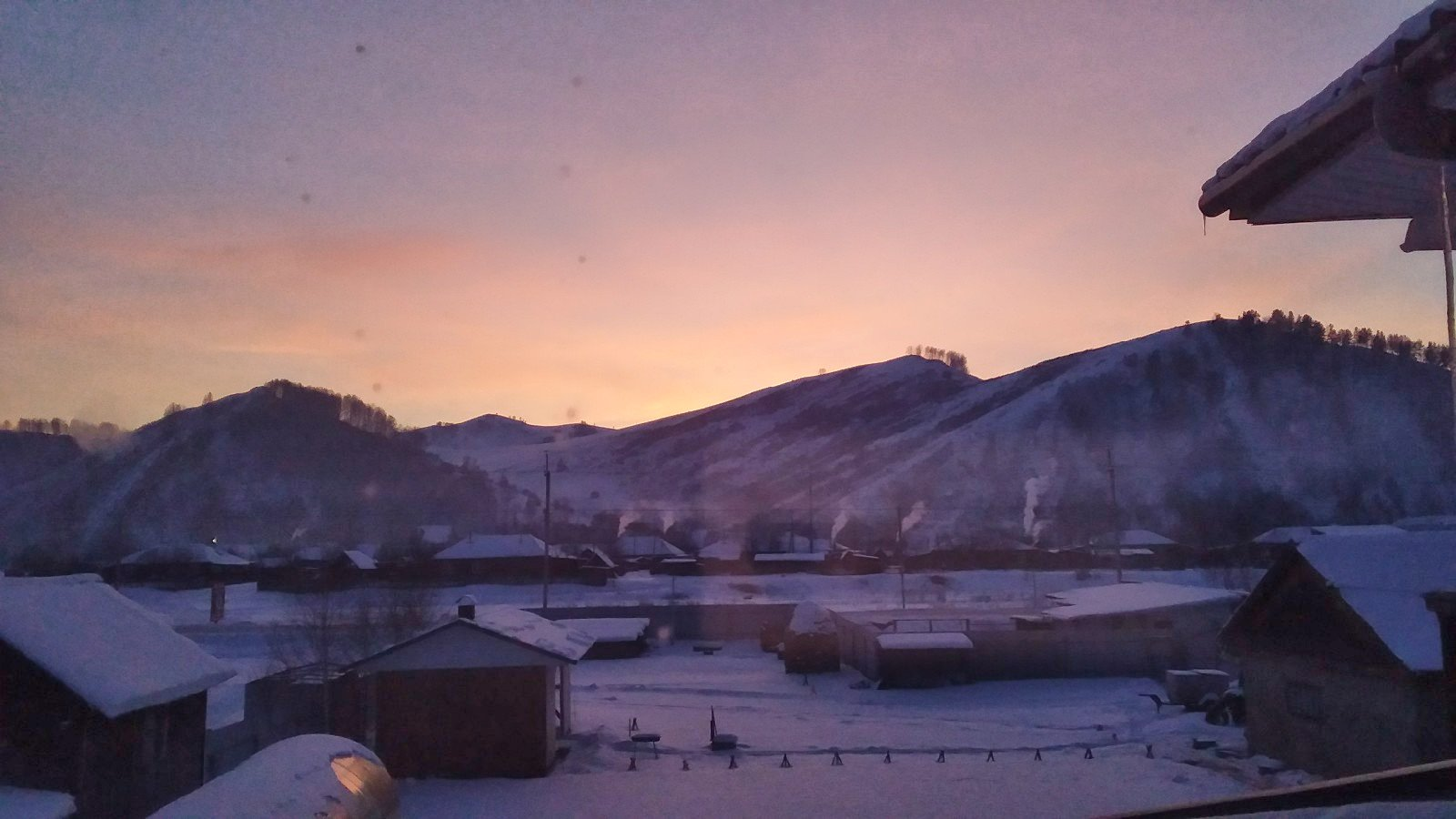
Blick über einen Teil des Dorfes

## Geschichte
Das Dorf wurde 1765 gegründet. Seit 1924 ist Tscharyschskoje Zentrum eines Rajons, der zunächst bis 1933 nach dem Bergzug Baschtschelakski rajon hieß.

### Bevölkerungsentwicklung
| Jahr | Einwohner |
| ---- | --------- |
| 1939 | 2588      |
| 1959 | 2198      |
| 1970 | 2447      |
| 1979 | 3658      |
| 1989 | 3700      |
| 2002 | 3398      |
| 2010 | 3217      |

Anmerkung: Volkszählungsdaten

## Verkehr
Nach Tscharyschskoje führt eine in Aleisk von der Fernstraße A349 Nowoaltaisk – Barnaul – Rubzowsk – kasachische Grenze abzweigende, fast 200 km lange Straße über Ust-Kalmanka. Nach Süden verläuft sie von Tscharyschskoje noch etwa 30 km bis in das Dorf Sentelek, von wo ein unbefestigter Fahrweg dem Tscharysch weiter aufwärts bis in die nahe Republik Altai folgt und dort im Dorf Korgon wieder eine Straße erreicht. Diese führt über 60 weitere Kilometer nach Ust-Kan an der Regionalstraße R373.